# Uncut Femmes
«Uncut Femmes» (с англ. — «Неогранённые женщины») — семнадцатая серия тридцать второго сезона мультсериала «Симпсоны». Впервые вышла 28 марта 2021 года в США на телеканале «Fox».

## Сюжет
На Спрингфилдской АЭС Смитерс даёт Карлу билеты на концерт Боба Сигера в обмен на молчание об опасности. Карл приглашает Гомера пойти с ним. Дома Гомер радостно рассказывает об этом Мардж, она напоминает ему, что он обещал отвести детей на ночлег на линейном корабле времён второй мировой войны. Гомер пытается убедить Мардж уйти с ними, но у неё тоже есть планы: наблюдать за открытием «Gen Gala» на организованной её вечеринкой. Гомер предлагает просто оставить детей дома, но Мардж видит, как они ради тому, что поедут на ночёвку. Мардж не может сказать детям, что ночевка отменяется, поэтому она решает отвести их туда, отказавшись от просмотра.
На корабле родители должны сопровождать детей в 6-часовых сменах. Мардж и её подруги смеются с Сары Виггам. Мардж предлагает придумать, как им разделиться на пары, но замечает, что все уже нашли себе пары, кроме Сары. Мардж застряла с Сарой Виггам, которая на смех другим отвечает одним словом на любой вопрос Мардж.
На Спрингфилдской арене Боб Сигер проводит шоу, которое посещают Гомер, Карл и Клэнси Виггам, который тоже отправил жену на ночёвку на военный корабль.
Тем временем на корабле дети, на удивление, быстро уснули: Сара перевела часы детей, чтобы получить немного свободы. Она выпивает бутылку виски, которую она украла из каюты капитана, и будто полностью меняется: она начинает свободно разговаривать, становится раскрепощённой. После того, как Мардж тоже выпила виски, она и Сара на палубе обсуждают свою семейную жизнь. Но неожиданно женщин похищают...
Женщин держат на заброшенной трикотажной фабрике старые напарницы Сары — Бэтт и Эрин.
За кулисами Гомер и Виггам встречают Боба, и рассказывают, что отправили жён на ночёвку, чтобы увидиться с ним. Боб Сигер совершенно не согласен с решением отказа от обещаний жёнам, что убеждает их исправить ситуацию.
Сара признается Мардж, что когда-то они трое были воровками в Шелбивилле. А работу им поручала девушка по кличке Рыжая. Однажды они решили похитить бриллианты из сейфа пентхауса. Сара была как обычно приманкой. Сначала Сара должна была отвлечь ночного охранника пентхауса, Кленси Виггама, чтобы его соблазнить и украсть ключ от сейфа. Однако чо времен они переспали вдвоём прямо но посту охранника, и Сара, влюбившись, забыла о партнёршах, и их арестовали...
Теперь Сара чувствует свою вину, но Бэтт и Эрин говорят, что это не её вина, ведь их подставила Рыжая: они забрала все бриллианты, включила сигнализацию и заперла их. Они рассказывают, что обнаружили где сейчас находятся Рыжая — теперь её зовут Линдси Нейгл. У них есть план, как похитить бриллиант, но они нуждаются в помощи Сары. Сначала Сара не соглашается, но они шантажируют её тем, что расскажут её мужу, шефу полиции, о её тёмном прошлом... В итоге Сара соглашается.
Между тем, Гомер и Клэнси приходят на корабль и обнаруживают, что их жены исчезли. Единственный свидетель — Ральф Виггам, говорит, что их похитили. И они идут к тому, кто по мнению Клэнси Виггам, единственный мог украсть их жён — Жирному Тони. Но тот говорит, что он не причастен, и предполагает, что они сбежали от них — эгоистичных мужей. Гомер и Клэнси решают, что это они во всём виноваты.
План воровок состоит в том, чтобы в выходные на «Gen Gala» украсть бриллиант из тиары Линдси (которая после инцидента присвоила украшение себе). Но рассказывают план Саре, но их перебивает Мардж, и говорит, что их план не сработает. Она говорит, как им проникнуть внутрь, а потом сообщает, что без знатока этого бала они далеко не уйдут. Они предлагают Мардж, как большому знатоку «Gen Gala» помочь им это спланировать. В конце концов она соглашается.
Когда в музее богатства начинается бал, Мардж и Сара удается обманом выхватить билеты и попасть внутрь. Сара соблазняет охранника, а Мардж использует свои волосы, чтобы закрыть камеру, когда на бал проникают две другие их партнёрши. Тем временем Гомер и Виггам, приходят к Жирному Тони, который присматривал за Ральфом, и сообщают, что их жён нигде нет, но вдруг они узнают из телевизора, что их жены на «Gen Gala».
Сара и Мардж находят свою цель — Линдси. Пока Мардж отвлекает её, Сара заменяет тиару фальшивой. Когда Линдси отходит от стола, тиара падает и разбивается, показывая, что это фальшивка. Сара и Мардж спасаются от Линдси Нейгл и охранников у лестницы музея, но им мешают, приехавшие на полицейской машине с сиреной, Гомер и Клэнси, останавливающий Сару на лестнице. В то же время, Мардж удаётся манёвром столкнуть Линдси с лестницы и она падает по лестнице вниз. Когда она встаёт, её сумочка падает на пол, откуда выпадают все драгоценности, исчезнувшие у людей на «Gen Gala» (Эрин и Бэтт подбросили Линдси украшения). Нейгл арестовывают, а Сара и Мардж изысканно спускаются по лестнице.
В сцене во время титров Клэнси и Сара занимаются любовью в постели в музее «Gen Gala», и она рассказывает мужу правду о своем прошлом. Но вдруг Клэнси вспоминает о Ральфе. Тем временем Жирный Тони, ухаживающий за Ральфом, ведёт мальчика в магазин йогуртов.

## Производство
Отвечая на вопросы поклонников, в своем Твиттере исполнительный продюсер Мэтт Селман говорил как об изменении личности Сары Виггам, так и об использовании приглашенной звезды Меган Маллалли вместо актрисы Памелы Хейден для озвучивания «новой» Сары. В интервью изданию «IGN» Селман прокомментировал, что «в этом одном эпизоде это дурацкий способ представить жизнь персонажа».
В июне 2020 года (на волне антирасистских акций «Black Lives Matter») создатели мультсериала заявили, что запретят белым актёрам озвучивать не белых персонажей. Начиная с этой серии персонажа Хулио озвучивает Тони Родригез. Также с этого эпизода Донн Льюис стала новым голосом Бернис Хибберт.

## Культурные отсылки и интересные факты
- Кража бриллианта на «Gen Gala» — это пародия на фильм «8 подруг Оушена», где группой женщин планируется кража ювелирных изделий на ежегодном «Met Gala»[4].
- Начиная с этой серии Сару Виггам с новым характером озвучивает приглашенная звезда Меган Маллалли.

## Отзывы
Во время премьеры серию просмотрели 1,22 млн человек с рейтингом 0.4, что сделало её вторым самым популярным шоу на канале Fox той ночью, после «Гриффинов».
Тони Сокол из Den of Geek дал серии четыре звезды из пяти, сказав: «Серия — весёлый и игривый фильм-сатира. В нём отражены напряжение, романтика, гламур и темп фильма об ограблении, но добавлен к нему оттенок Симпсонов. Мардж блестит в неожиданном амплуа… Мошенницам это сходит с рук, и ничего не меняется. Как и за многие другие преступления в Спрингфилде, за дело берется шеф Виггам, а это как будто никого нет».
Сайт «Bubbleblabber» оценил серию на 8/10.